# David Grashoff
David Grashoff (* 20. August 1973 in Wuppertal) ist ein deutscher Autor, Stand-up-Comedian und Poetry-Slammer aus Wuppertal.

## Leben
Seine Laufbahn als Autor begann im Rollenspielbereich. Als Chefredakteur eines kreativen Think-Tanks namens Projekt Kopfkino entwickelte er die Rollenspiele FUNKY COLTS und RATTEN!, die wenig später vom Prometheus Games Verlag veröffentlicht wurden. Neben seinen Arbeiten für verschiedene Pen-&-Paper-Rollenspiele, veröffentlichte er seine phantastischen Erzählungen in zahlreichen Anthologien und Kurzgeschichtenbände.
2008 erschien beim Atlantis Verlag die Kurzgeschichten-Anthologie Disturbania, bei der David Grashoff als Herausgeber fungierte. Die darin enthaltene Geschichte Feuerteufel von Christian Endres erhielt 2009 den Deutschen Phantastik Preis für die beste deutschsprachige Kurzgeschichte.
Im August 2012 erschien sein erstes Buch Sackaffen mit seinen Slamtexten und Kurzgeschichten beim Lektora Verlag.
Von 2009 bis 2015 war er als Poetry-Slammer auf den Bühnen des Landes unterwegs.
2015 hat er sich nach und nach aus dem Poetry-Slam zurückgezogen und ist seitdem hauptsächlich als Stand-up-Comedian aktiv.
Seit 2021 moderiert er den Rollenspielpodcast Kopfkinocast zusammen mit dem Autor und Journalisten Fabian Mauruschat. Bei einigen Folgen sind bekannte Größen der deutschsprachigen Rollenspielszene wie Mhaire Stritter oder Judith und Christian Vogt zu Gast.
Er lebt mit seiner Familie in Wuppertal.

## Veröffentlichungen (Auswahl)
Bücher
- Sackaffen. Lektora Verlag 2012, ISBN 3938470887.

Erzählungen
- Ich will doch nur spielen & Das Nerdperium schlägt zurück! In: Elias Raatz (Hrsg.): Intelligenz ist keine Krankheit. 16 Geschichten, Gedichte, Gedanken über Nerds, Gamer und Streberinnen. Dichterwettstreit deluxe 2023, ISBN 978-3988090041.
- Der doppelte Ingo. In: Michael Meyer (Hrsg.): CaféSATZ. Cenarius Verlag 2012, ISBN 3940680419.
- Affentanz. In: Alisha Bionda (Hrsg.): Chill & Thrill. Fabylon Verlag 2011, ISBN 3939459224.
- Die Katzenfrau. In: Torsten Scheib (Hrsg.): Casus Belli. Eloy Addiction 2010, ISBN 3938411228.
- Herr Sanders. In: Alisha Bionda (Hrsg.): Advocatus Diaboli. Edition Roter Drache 2010, ISBN 3939459224.
- Die Jagd. In: Der wahre Schatz. PM Machinery 2010, ISBN 3942533022.
- Dämonenbrut. In: Rose Noire. Sieben Verlag 2010, ISBN 978-3-9502701-0-5.
- Angst. In: Alisha Bionda (Hrsg.): Höllische Weihnachten. Sieben Verlag 2009, ISBN 3940235423.
- Der Autobahn-Heiland. In: Michael Schmidt (Hrsg.): Zwielicht. Eloy-Addiction 2009, ISBN 978-3-938411-20-9.
- Seelenlos. In: David Grashoff (Hrsg.): Disturbania. Phantastische Kurzgeschichten aus der Großstadt. Atlantis-Verlag, Stolberg 2008, ISBN 978-3-936742-46-6.

Rollenspiele
- RATTEN! – Das Grundregelwerk. Verlag Prometheus Games 2008, ISBN 3941077015.
- RATTEN!! – Das Kompendium. Verlag Prometheus Games 2008, ISBN 394107704X.
- RATTEN! – Bissige Zeiten – Abenteuerband. Verlag Prometheus Games 2009, ISBN 3941077341.
- FUNKY COLTS – Das 80er Jahre Serien-Rollenspiel. Verlag Prometheus Games 2009, ISBN 3941077309.
- Entwicklungsarbeit, Übersetzungen und Autorentätigkeit für: Lodland, Shadowrun, Chtulhu, Quest – Zeit der Helden, Unknown Armies, Das John Sinclair Abenteuerspiel, Savage Worlds, Space 1888, Raumhafen Adamant.